# ديفيد هاملتون
ديفيد هاملتون (بالإنجليزية: David Hamilton) (و. 1933 – 2016 م) هو مخرج سينمائي، ومصور، وكاتب سيناريو من المملكة المتحدة. ولد في لندن.
توفي منتحراً في الدائرة السادسة في باريس، عن عمر يناهز 83 عاماً.

## الأعمال

### أفلام
- بيليتيس (1977)
- لورا : ظلال الصيف (1979)
- أبناء عمومة في الحب (1980)
- صيف في سان تروبيه (1983)
- أول الرغبات (1984)

## وصلات خارجية
- ديفيد هاملتون على موقع IMDb (الإنجليزية)
- ديفيد هاملتون على موقع مونزينجر (الألمانية)
- ديفيد هاملتون على موقع ألو سيني (الفرنسية)
- ديفيد هاملتون على موقع ميوزك برينز (الإنجليزية)
- ديفيد هاملتون على موقع أول موفي (الإنجليزية)
- ديفيد هاملتون على موقع قاعدة بيانات الأفلام السويدية (السويدية)
- ديفيد هاملتون على موقع قاعدة بيانات الفيلم (الإنجليزية)
- ديفيد هاملتون على موقع كينوبويسك (الروسية)